# Емам (Амлаш)
Емам (перс. امام) — село в Ірані, у дегестані Сомам, у бахші Ранкух, шагрестані Амлаш остану Ґілян. За даними перепису 2006 року, його населення становило 122 особи, що проживали у складі 51 сім'ї.

## Клімат
Середня річна температура становить 9,04 °C, середня максимальна – 24,41 °C, а середня мінімальна – -7,85 °C. Середня річна кількість опадів – 370 мм.
| Клімат поселення                              | Клімат поселення | Клімат поселення | Клімат поселення | Клімат поселення | Клімат поселення | Клімат поселення | Клімат поселення | Клімат поселення | Клімат поселення | Клімат поселення | Клімат поселення | Клімат поселення | Клімат поселення |
| Показник                                      | Січ.             | Лют.             | Бер.             | Квіт.            | Трав.            | Черв.            | Лип.             | Серп.            | Вер.             | Жовт.            | Лист.            | Груд.            |                  |
| Середній максимум, °C                         | 3,45             | 4,04             | 6,65             | 13,10            | 18,18            | 22,49            | 24,41            | 24,37            | 21,08            | 17,27            | 10,91            | 5,37             |                  |
| Середня температура, °C                       | −2,19            | −1,61            | 1,02             | 7,45             | 12,53            | 16,84            | 19,57            | 19,53            | 16,24            | 12,44            | 6,08             | 0,53             |                  |
| Середній мінімум, °C                          | −7,85            | −7,26            | −4,64            | 1,80             | 6,88             | 11,19            | 14,74            | 14,70            | 11,41            | 7,62             | 1,25             | −4,3             |                  |
| Норма опадів, мм                              | 34               | 37               | 59               | 48               | 39               | 13               | 11               | 9                | 12               | 31               | 37               | 40               |                  |
| Середньомісячна швидкість вітру, м/с          | 1.93             | 2.50             | 2.68             | 2.91             | 2.40             | 2.19             | 2.11             | 1.96             | 1.86             | 1.86             | 2.24             | 1.90             |                  |
| Середньомісячна сонячна радіація, кДж/м²·день | 7652             | 10107            | 12719            | 16718            | 20660            | 23619            | 23724            | 20916            | 17669            | 12710            | 9336             | 7281             |                  |
| --------------------------------------------- | ---------------- | ---------------- | ---------------- | ---------------- | ---------------- | ---------------- | ---------------- | ---------------- | ---------------- | ---------------- | ---------------- | ---------------- | ---------------- |
| Джерело:                                      |                  |                  |                  |                  |                  |                  |                  |                  |                  |                  |                  |                  |                  |